# Paculla
Paculla là một chi nhện trong họ Tetrablemmidae.